# 60-as villamos (Bécs)
A bécsi 60-as jelzésű villamos a Westbahnhof és Rodaun között közlekedik. A viszonylatot a Wiener Linien üzemelteti.

## Megállóhelyei
| 60 (Westbahnhof ◄► Rodaun) | 60 (Westbahnhof ◄► Rodaun)      | 60 (Westbahnhof ◄► Rodaun) | 60 (Westbahnhof ◄► Rodaun)    | 60 (Westbahnhof ◄► Rodaun) |
| Perc (↓)                   | Megállóhely                     | Perc (↑)                   | Átszállási kapcsolatok        |                            |
| -------------------------- | ------------------------------- | -------------------------- | ----------------------------- | -------------------------- |
| 0                          | Westbahnhof végállomás          | 39                         | U3 , U6 S50 5, 6, 9, 18, 52   |                            |
| 1                          | Gerstnerstraße, Westbahnhof     | 37                         | U3 , U6 S50 52                |                            |
| 2                          | Staglgasse                      | 35                         | 52                            |                            |
| 4                          | Mariahilfer Straße, Geibelgasse | 34                         | 52 12A                        |                            |
| 5                          | Rustengasse                     | 33                         | 52                            |                            |
| 6                          | Anschützgasse                   | 32                         | 52 57A                        |                            |
| 7                          | Winckelmannstraße               | ∫                          | 52                            |                            |
| 9                          | Penzinger Straße                | 29                         | 10, 52                        |                            |
| 10                         | Schloss Schönbrunn              | 28                         | 10 10A                        |                            |
| 12                         | Hietzing                        | 26                         | U4 10 51A, 56A, 56B, 58A, 58B |                            |
| 14                         | Dommayergasse                   | 23                         | 10                            |                            |
| 16                         | Gloriettegasse                  | 21                         |                               |                            |
| 17                         | Stadlergasse                    | 20                         |                               |                            |
| 19                         | Jagdschloßgasse                 | 18                         |                               |                            |
| 21                         | Preyergasse                     | 17                         | S80 (Speising) 56A, 56B       |                            |
| 23                         | Hofwiesengasse                  | 15                         | 62 56A, 56B                   |                            |
| 24                         | Speising, Hermesstraße          | 13                         | 62 56A, 56B                   |                            |
| 26                         | Riedelgasse                     | 12                         |                               |                            |
| 28                         | Sillerplatz                     | 10                         |                               |                            |
| 30                         | Franz-Asenbauer-Gasse           | 8                          | 56A                           |                            |
| 31                         | Maurer Hauptplatz               | 7                          | 56A, 60A                      |                            |
| 32                         | Maurer-Lange-Gasse              | 6                          |                               |                            |
| 33                         | Anton-Krieger-Gasse             | 4                          |                               |                            |
| 34                         | Rodaunbrücke                    | 3                          |                               |                            |
| 35                         | Kaiser-Franz-Josef-Straße       | 2                          | 60A                           |                            |
| 37                         | Rodaun végállomás               | 0                          | 60A                           |                            |